# 半扭稜六邊形鑲嵌
在幾何學中，半扭稜六邊形鑲嵌是歐幾里德平面上六邊形鑲嵌的一種變形，是種平面鑲嵌，屬於複合正多邊形密鋪的一種，其為Krötenheerdt提出的較有系統的不均勻半正鑲嵌圖之一。
半扭稜六邊形鑲嵌與扭稜六邊形鑲嵌、異扭稜六邊形鑲嵌不相同，其較接近半扭稜四階六邊形鑲嵌，差異在雙三角形的方向在此圖形中是一致的，若不一致則會使角度超過360度而無法構造於平面。
但一致的雙三角形方向將導致圖形存在兩種頂點，雖然同樣是二個三角形和二個六邊形的公共頂點，但是排列方式不同。
此外，半扭稜六邊形鑲嵌也可以視為截半六邊形鑲嵌的一種變形，即異位的截半六邊形鑲嵌，是將截半六邊形鑲嵌拆開來移動一邊長後組合起來，因此又稱為異相截半六邊形鑲嵌。

## 對偶鑲嵌
其對偶鑲嵌也存在二種頂點，與菱形鑲嵌類似，但分佈方式不同。

## 外部連結
- 埃里克·韦斯坦因. . MathWorld.